# Noureddine Hassani
Pour les articles homonymes, voir Hassani.
Noureddine Hassani, né le 5 janvier 1928 à El Haouch (Algérie) et décédé le 15 mars 2009 à Corcoué-sur-Logne (France), est un homme politique français.